# Julsäcken
Julsäcken är en samling färdigproducerade reportage som på en nyhetsredaktion har förberetts inför julledigheter, och som har varierande journalistisk tyngd. Reportage förbereds för att reportrarna ska kunna vara lediga.
Utmärkande drag för ett julsäcksreportage är:
- Vag tidsangivelse: Reportagen är "tidlösa nyheter"[2] och omtalas med vaga tidsangivelser. Språket justeras för att inte begränsa reportaget till att sändas före eller efter nyår.
- Udda: Det har en unik vikel eller är en mini-granskning.
- Placering: Placeringen av reportaget är något undanskymd jämfört med andra reportage.

Den redaktör som är julsäcksansvarig börjar jobba redan efter den senaste sommar- eller julledigheten.
När samma förförande görs under våren inför sommarledigheterna kallas det "Sommarsäcken".